# Myślibórz (Basse-Silésie)
Pour les articles homonymes, voir Myślibórz (homonymie).
Myślibórz est une localité polonaise de la gmina de Paszowice, située dans le powiat de Jawor en voïvodie de Basse-Silésie.